# جوان بلاورايت
جوان أن بلاورايت (بالإنجليزية: Joan Ann Plowright)‏ (28 أكتوبر 1929 - 16 يناير 2025)، هي ممثلة بريطانية. وُلدت يوم 28 أكتوبر 1929 في قرية بريغ في مقاطعة لنكولنشاير في إنجلترا. فازت هذه الممثلة بجائزتي الجولدن جلوب وj,kd وترشحت لنيل جائزة الأوسكار وجائزة إيمي وجائزة الأكاديمية البريطانية للأفلام. من أبرز الأفلام التي مثلت بها: 101 مرقش في سنة 1996 وفي فيلم ستالين في سنة 1992.

## وصلات خارجية
- جوان بلاورايت على موقع IMDb (الإنجليزية)
- جوان بلاورايت على موقع الموسوعة البريطانية (الإنجليزية)
- جوان بلاورايت على موقع روتن توميتوز (الإنجليزية)
- جوان بلاورايت على موقع مونزينجر (الألمانية)
- جوان بلاورايت على موقع ألو سيني (الفرنسية)
- جوان بلاورايت على موقع تيرنر كلاسيك موفيز (الإنجليزية)
- جوان بلاورايت على موقع أول موفي (الإنجليزية)
- جوان بلاورايت على موقع قاعدة بيانات برودواي على الإنترنت (الإنجليزية)
- جوان بلاورايت على موقع قاعدة بيانات الأفلام السويدية (السويدية)
- جوان بلاورايت على موقع إن إن دي بي (الإنجليزية)